# Le Loup déguisé
Pour plus de détails, voir Fiche technique et Distribution.
Le Loup déguisé (The Sheepish Wolf) est un court métrage d'animation de la série américaine Merrie Melodies réalisé par Friz Freleng, produit par les Leon Schlesinger Productions et sorti en 1942.